# Mutualism (biologi)
Mutualism är inom biologi en form av symbios som innebär att två olika arter gynnar varandra.
Ett exempel på mutualism i naturen är förhållandet mellan pollinatör och blomväxter. Denna samverkan gynnar båda parter då pollinatören får föda i form av nektar och pollen och växten får hjälp att föröka sig. Ett annat exempel på mutualism är förhållandet mellan de nyttiga bakterier som förekommer naturligt i människors och andra djurs tarmflora. Mutualism förekommer också exempelvis mellan träd och svampar som bildar mykorrhiza.
Ett mutualistiskt förhållande mellan två arter kan vara mer eller mindre specialiserat och man skiljer på fakultativ mutualism och obligat mutualism. Fakultativ mutualism innebär att båda arterna drar nytta av växelverkan mellan dem, men att de också kan klara sig utan varandra. Detta är den vanligaste typen av mutualism. Obligat mutualism innebär att båda arterna är ömsesidigt beroende av varandra och inte klarar sig utan varandra.